# Kreis Löwenberg

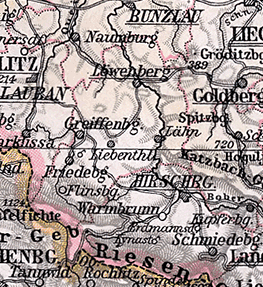
Kreis Löwenberg, 1905

Der preußische Kreis Löwenberg, zuletzt Kreis Löwenberg i. Schles., bestand in der Zeit von 1816 bis 1945 und gehörte zum Regierungsbezirk Liegnitz. Das Landratsamt war in der Stadt Löwenberg i. Schles. Das ehemalige Kreisgebiet liegt seit 1945 in der Woiwodschaft Niederschlesien in Polen.

## Geographie
Der Kreis lag im südwestlichen Teil des Regierungsbezirks Liegnitz. Seine Ausdehnung betrug zwischen Karlshof im Nordosten und Groß-Iser im Südwesten 47 km bei einer Breite von 28 bis 30 km zwischen Birkicht im Westen und Flachenseiffen im Osten. Der Kreis lag zwischen 50° 50' und 51° 13' nördlicher Breite und zwischen 32° 56' und 33° 37' östlicher Länge. Er grenzte im Norden an den Kreis Bunzlau, im Osten an den Kreis Goldberg, im Süden an den Landkreis Hirschberg im Riesengebirge und im Westen an den Kreis Lauban. Die südliche Kreisgrenze entlang des Isergebirgskamm markierte gleichzeitig die Reichsgrenze zur Tschechoslowakei.

## Verwaltungsgeschichte
Nach der Eroberung des größten Teils von Schlesien durch Preußen im Jahre 1741 wurden durch die königliche Kabinettsorder vom 25. November 1741 in Niederschlesien die preußischen Verwaltungsstrukturen eingeführt. Dazu gehörte die Einrichtung zweier Kriegs- und Domänenkammern in Breslau und Glogau sowie deren Gliederung in Kreise und die Einsetzung von Landräten zum 1. Januar 1742. Im Fürstentum Jauer, einem der schlesischen Teilfürstentümer, wurden aus alten schlesischen Weichbildern die preußischen Kreise Hirschberg, Jauer und Löwenberg-Bunzlau gebildet. Alle drei Kreise unterstanden der Kriegs- und Domänenkammer Glogau, aus der im Zuge der Stein-Hardenbergischen Reformen 1815 der Regierungsbezirk Liegnitz der Provinz Schlesien hervorging.
Der Kreis Löwenberg-Bunzlau wurde von der Regierung in Liegnitz am 26. Januar 1816 in die beiden Kreise Löwenberg und Bunzlau aufgespalten. Die Trennung erfolgte entlang der historischen Weichbildgrenze, so dass der Kreis Löwenberg zunächst dem historischen Weichbild Löwenberg entsprach. Erster Landrat des Kreises Löwenberg wurde der amtierende Landrat des Kreises Löwenberg-Bunzlau, Ferdinand Friedrich von Stechow.
Bei der Kreisreform vom 1. Januar 1820 im Regierungsbezirk Liegnitz kam es zu kleineren Gebietsänderungen:
- Die Dörfer Alt Jäschwitz, Alt Warthau, Groß Hartmannsdorf, Liebichau, Mittlau und Neu Warthau wechselten aus dem Kreis Löwenberg in den Kreis Bunzlau.
- Die Dörfer Alt- und Neu Bertelsdorf, Beerberg, Eckersdorf, Gieshübel, Langenöls, Logau, Mauereck, Ober-, Mittel- und Nieder Steinbach, Ober-, Mittel- und Nieder Thiemendorf und Vogelsdorf wechselten aus dem Kreis Löwenberg in den Kreis Lauban.

Zum 8. November 1919 wurde die Provinz Schlesien aufgelöst. Aus den Regierungsbezirken Breslau und Liegnitz wurde die neue Provinz Niederschlesien gebildet. Zum 30. September 1928 fand im Kreis Löwenberg wie im übrigen Freistaat Preußen eine Gebietsreform statt, in der alle Gutsbezirke aufgelöst und benachbarten Landgemeinden zugeteilt wurden. Später setzte sich entsprechend dem Namen der Kreisstadt auch der Name „Löwenberg i. Schles.“ als Bezeichnung des Kreises durch.
Am 1. Oktober 1937 wechselte die Gemeinde Gräflich Hernsdorf aus dem Kreis Löwenberg in den Kreis Lauban und wurde dort nach Bad Schwarzbach eingemeindet. Am 1. April 1938 wurden die preußischen Provinzen Niederschlesien und Oberschlesien zur neuen Provinz Schlesien zusammengeschlossen. Zum 18. Januar 1941 wurde die Provinz Schlesien aufgelöst. Aus den Regierungsbezirken Breslau und Liegnitz wurde die neue Provinz Niederschlesien gebildet.
Anfang 1945 eroberte die Roten Armee das Kreisgebiet und unterstellte es im März 1945 der Verwaltung der Volksrepublik Polen, die in der Folgezeit die deutsche Bevölkerung aus dem Kreisgebiet vertrieb.

## Einwohnerentwicklung
| Jahr | Einwohner | Quelle |
| ---- | --------- | ------ |
| 1819 | 72.625    | [ 8 ]  |
| 1846 | 71.171    | [ 9 ]  |
| 1871 | 67.037    | [ 10 ] |
| 1885 | 63.243    | [ 11 ] |
| 1900 | 60.355    | [ 12 ] |
| 1910 | 62.365    | [ 12 ] |
| 1925 | 63.655    | [ 13 ] |
| 1939 | 63.476    | [ 13 ] |

## Landräte
1816–181800Ferdinand Friedrich von Stechow
1818–182000Brown
1820–184000von Frankenberg
1840–185200Christoph von Poniński (1802–1876)
1852–187100Georges von Cottenet (1807–1900)
1871–188300Gustav von Haugwitz
1883–189600Hans Dietrich von Holleuffer (1855–1902)
1896–190100Hans von Guenther
1901–191200Arthur von Loefen
1906–191200Max von Loewenstein zu Loewenstein
1912–191700Richard zu Limburg-Stirum
1917–192000Oscar von Schroetter
1920–193200Alfred Schmiljan
19320000000von Hagenow (kommissarisch)
1933–194500Mark von Wietersheim (1897–1969)

## Kommunalverfassung
Der Kreis Löwenberg i. Schles. gliederte sich in Städte, in Landgemeinden und in Gutsbezirke. Mit Einführung des preußischen Gemeindeverfassungsgesetzes vom 15. Dezember 1933 gab es ab dem 1. Januar 1934 eine einheitliche Kommunalverfassung für alle preußischen Gemeinden. Einführung der Deutschen Gemeindeordnung vom 30. Januar 1935 trat zum 1. April 1935 im Deutschen Reich eine einheitliche Kommunalverfassung in Kraft, wonach die bisherigen Landgemeinden nun als Gemeinden bezeichnet wurden. Eine neue Kreisverfassung wurde nicht mehr geschaffen; es galt weiterhin die Kreisordnung für die Provinzen Ost- und Westpreußen, Brandenburg, Pommern, Schlesien und Sachsen vom 19. März 1881.

## Gemeinden
Der Kreis umfasste zuletzt fünf Städte und 77 Landgemeinden:
| - Antoniwald - Arnsberg - Bad Flinsberg - Birkicht - Birngrütz - Blumendorf - Braunau - Deutmannsdorf - Dippelsdorf - Dürrkunzendorf - Egelsdorf - Flachenseiffen - Friedeberg (Isergeb.), Stadt - Gehnsdorf - Geppersdorf - Giehren - Giersdorf - Gräflich Kunzendorf - Gräflich Neundorf - Gräflich Röhrsdorf - Greiffenberg i. Schles., Stadt | - Groß Rackwitz - Groß Stöckigt - Groß Walditz - Hartelangenvorwerk - Hartliebsdorf - Hayne - Hennersdorf - Höfel - Hohlstein - Hohndorf - Hußdorf - Johnsdorf - Kesselsdorf - Klein Neundorf - Klein Röhrsdorf - Kleppelsdorf - Krobsdorf - Krummöls - Lähn, Stadt - Lang Neundorf - Langenau | - Langwasser - Lauterseiffen - Liebenthal, Stadt - Löwenberg i. Schles., Stadt - Ludwigsdorf - Märzdorf a. Bober - Matzdorf - Mauer - Mühlseiffen - Neuland - Neundorf-Liebenthal - Nieder Görisseiffen - Nieder Mois - Ober Görisseiffen - Ober Mois - Ottendorf - Petersdorf - Plagwitz - Querbach - Rabishau - Radmannsdorf | - Regensberg - Riemendorf - Schiefer - Schmottseiffen - Schosdorf - Seitendorf - Siebeneichen - Sirgwitz - Spiller - Süssenbach - Tschischdorf - Ullersdorf-Liebenthal - Waltersdorf - Welkersdorf - Wenig Rackwitz - Wenig Walditz - Wiesenthal - Wünschendorf - Zobten a. Bober |

Zum Kreis gehörte außerdem der Forstgutsbezirk Isergebirge. Bis 1938 verloren die folgenden Gemeinden ihre Eigenständigkeit:
- Gräflich Hernsdorf, am 1. Oktober 1937 zu Bad Schwarzbach, Kreis Lauban
- Gräflich Ullersdorf, am 1. April 1937 zu Krobsdorf
- Greiffenthal, am 1. Oktober 1921 zu Giehren
- Hagendorf, am 1. April 1939 zu Neuland
- Hänchen, am 1. April 1934 zu Kesselsdorf
- Kunzendorf unter dem Walde, am 1. April 1939 zu Neuland
- Nieder Kesselsdorf, am 1. April 1934 zu Kesselsdorf
- Nieder Langenau, am 1. Januar 1935 zu Langenau
- Ober Kesselsdorf, am 1. April 1934 zu Kesselsdorf
- Ober Langenau, am 1. Januar 1935 zu Langenau
- Steine, am 1. April 1937 zu Egelsdorf